# Acrias nileus
Acrias nileus är en stekelart som beskrevs av Walker 1847. Acrias nileus ingår i släktet Acrias och familjen finglanssteklar. Inga underarter finns listade i Catalogue of Life.